# Skeiðsfjall
Skeiðsfjall är ett berg i republiken Island. Det ligger i regionen Norðurland eystra, 230 km nordost om huvudstaden Reykjavík. Toppen på Skeiðsfjall är 1 148 meter över havet.
Runt Skeiðsfjall är det mycket glesbefolkat, med 3 invånare per kvadratkilometer. Närmaste större samhälle är Dalvík, omkring 20 kilometer nordost om Skeiðsfjall. Trakten runt Skeiðsfjall är permanent täckt av is och snö.